# Шаранов, Боян
Боян Шаранов (серб. Бојан Шаранов; 22 сентября 1987, Вршац, СФРЮ) — сербский футболист, вратарь азербайджанского «Карабаха».

## Карьера

### ОФК
Боян является воспитанником футбольного клуба «ОФК». Во взрослом составе дебютировал в 2004 году. После этого был в аренде в клубах: «Мачва», «Бежания» и «Рудар». Был включён в символическую команду сербской суперлиги 2010/2011.

### Маккаби
В июне 2011 Шаранов перешёл в израильский «Маккаби» (Хайфа). В основном составе дебютировал 27 июля в матче лиги чемпионов против «Марибора». В чемпионате Израиля впервые вышел на поле 20 августа в игре против «Маккаби» (Нетания). Осенью сыграл 5 матчей в групповом этапе лиги Европы против таких команд как: «АЕК Ларнака», «Шальке-04» и «Стяуа».
25 июля 2013 года Шаранов принял участие в самом разгромном матче израильских клубов в еврокубках («Маккаби» одолел азербайджанский «Хазар-Ленкорань» со счётом 8:0. 24 октября в матче группового этапа лиги Европы против греческого «ПАОКа» дважды отбил пенальти от словацкого форварда Мирослава Стоха, однако для победы этого оказалось недостаточно и «Маккаби» проиграл со счётом 2:3.

### Эрготелис
30 декабря 2014 года Шаранов подписал контракт с греческим «Эрготелисом». 7 января 2015 Боян дебютировал основном составе чёрно-белых в мтаче кубка Греции против «Эрмиониды». Спустя 12 дней состоялся дебют футболиста в суперлиге Греции в игре против «Каллони». 14 марта Шаранов получил травму и на 37-й минуте был заменён. Из-за повреждения пропустил 3 матча. Всего до конца сезона 2014/2015 сыграл за греческий клуб 13 матчей, а после вылета «Эрготелиса» в первую лигу покинул команду.

### Партизан
23 декабря 2015 года подписал четырёхлетний контракт с «Партизаном». 27 февраля 2016 года Шаранов официально дебютировал за «Партизан» в вечном дерби.

### Карабах
С сентября 2016 года стал игроком азербайджанского футбольного клуба «Карабах».

### В сборных
В 2006 провел один матч в составе юношеской сборной Сербии и Черногории.
С 2007 по 2009 привлекался в состав молодежной сборной. На молодежном уровне сыграл в 9 официальных матчах.
В 2011 сыграл 1 матч во взрослой сборной.

## Достижения
- «Партизан»
  -  Вице-чемпион Сербии (1): 2015/2016
  -  Обладатель кубка Сербии (1): 2015/2016
- Маккаби (Хайфа)
  -  Чемпион Израиля (1): 2010/2011
  -  Вице-чемпион Израиля (1): 2012/2013
  -  Финалист кубка Израиля (2): 2011/2012, 2011/2012